# Revenge (1928)
Revenge is een Amerikaanse stomme dramafilm uit 1928 onder regie van Edwin Carewe, met in de hoofdrollen Dolores del Río, James A. Marcus, LeRoy Mason en Rita Carewe. Hoewel de film geen hoorbare dialogen bevat, werd hij uitgebracht met gesynchroniseerde muziek en geluidseffecten. Het scenario is gebaseerd op het verhaal "The Bear Tamer's Daughter" van Konrad Bercovici uit 1921. Destijds werd de film in Nederland uitgebracht onder de titel Rascha's Wraak.

## Verhaal
Rascha, de wilde dochter van de zigeuner-berentemmer Costa, zweert wraak op Jorga, de vijand van haar vader, omdat hij haar vlechten heeft afgeknipt, wat een teken van schande is onder de zigeuners. Jorga krijgt later berouw van zijn wrede daad en knipt de vlechten van alle andere zigeunervrouwen af, waarna hij Rascha's vlechten aan haar teruggeeft terwijl ze slaapt. Rascha wordt wakker en slaat Jorga met een zweep, waardoor hij haar kreten met een gepassioneerde kus onderdrukt. Jorga ontvoert Rascha en neemt haar mee naar een berggrot, waar hij haar probeert te temmen. Rascha wordt verliefd op Jorga en helpt hem later te ontsnappen aan de wraak van haar woedende vader.

## Rolverdeling
| Acteur          | Personage           |
| --------------- | ------------------- |
| Dolores del Río | Rascha              |
| James A. Marcus | Costa               |
| Sophia Ortiga   | Binka               |
| LeRoy Mason     | Jorga               |
| Rita Carewe     | Tina                |
| José Crespo     | Stefan              |
| Sam Appel       | Jancu               |
| Marta Golden    | Leana               |
| Jess Cavin      | Lieutenant De Jorga |